# Böhl (Lindlar)
Die Ortschaft Böhl ist ein Ortsteil der Gemeinde Lindlar, Oberbergischen Kreis im Regierungsbezirk Köln in Nordrhein-Westfalen (Deutschland).

## Lage und Beschreibung
Böhl liegt südlich des nahen Lindlarer Hauptortes. Der Ort ist städtebaulich mit seinen Nachbarorten Bolzenbach, Oberschümmerich, Unterschümmerich und Altenrath verwachsen. Weitere Nachbarorte sind Eichholz und Burg.
Böhl wird zusammen mit Altenrath als „Altenrath-Böhl“ bezeichnet.

## Geschichte
1470/1471 wurde der Ort das erste Mal in einer „Abrechnung für die Kellnerei Neuenber“ urkundlich erwähnt. Die Schreibweise der Erstnennung war Poel.
Aus der Charte des Herzogthums Berg des Carl Friedrich von Wiebeking von 1789 geht hervor, dass der Ortsbereich zu dieser Zeit Teil der Honschaft Oberhelling im Unteren Kirchspiel Lindlar im bergischen Amt Steinbach war.
Der Ort ist auf der Topographischen Aufnahme der Rheinlande von 1825 als Buhl verzeichnet. Die Preußische Uraufnahme von 1840 zeigt den Wohnplatz unter dem Namen Böhl. Ab der Preußischen Neuaufnahme von 1894/96 ist der Ort auf Messtischblättern regelmäßig als Böhl verzeichnet.
1822 lebten 20 Menschen im als Hof kategorisierten Ort, der nach dem Zusammenbruch der napoleonischen Administration und deren Ablösung zur Bürgermeisterei Lindlar im Kreis Wipperfürth gehörte. Für das Jahr 1830 werden für den als Böhl bezeichneten Ort 41 Einwohner angegeben.
Der 1845 laut der Uebersicht des Regierungs-Bezirks Cöln als Weiler kategorisierte Ort besaß zu dieser Zeit fünf Wohngebäude mit 30 Einwohnern, alle katholischen Bekenntnisses. Die Gemeinde- und Gutbezirksstatistik der Rheinprovinz führt Böhl 1871 mit elf Wohnhäusern und 52 Einwohnern auf. Im Gemeindelexikon für die Provinz Rheinland von 1888 werden für Böhl fünf Wohnhäuser mit 30 Einwohnern angegeben.
1895 besitzt der Ort vier Wohnhäuser mit 37 Einwohnern und gehörte und gehörte konfessionell zum evangelischen Kirchspiel Ründeroth, 1905 werden fünf Wohnhäuser und 36 Einwohner angegeben.
Eine weitere statistische Angabe liegt vom 1. Dezember 1908 vor. Bei der Außerordentlichen Viehzählung waren in Böhl fünf Höfe vermerkt, von denen zwei Vieh hielten, einer davon gehört Hans Franz, einem Schriftsteller. Insgesamt gab es zwei Pferde, 14 Rinder und vier Schweine.

## Sehenswürdigkeiten
In Böhl gibt es ein historisches Fachwerkhaus aus dem 18. Jahrhundert und ein Wegekreuz von 1779. Das Wegekreuz ist mit dem Relief des hl. Petrus und der Inschrift: D(ieses) K(reuz) H(aben) S(etzen) L(assen) GERAT SIBEL DESEN EFRAV ANNA GETRVT HAM GENANT SIBEL ELEVTH 1772 ausgestattet.

## Freizeit
Nördlich von Böhl befindet sich die Lindlarer Jugendherberge.

## Busverbindungen
Haltestelle Altenrath:
- 332 Wipperfürth – Lindlar – Remshagen – Engelskirchen Bf.
- 401 Industriegebiet Klause – Lindlar – Waldbruch – Schmitzhöhe – Hommerich – Kürten Schulzentrum (KWS)